# Список серий мультсериала Robotix
Robotix — американский мультсериал 1985 года, созданный Sunbow Productions при сотрудничестве с Marvel Productions на основе одноимённой серии игрушек от Milton Bradley, анимация была создана студией Toei Animation.
Мультсериал рассказывает о крушении космического корабля с людьми на планете, населённой гигантскими роботами, сражающимися друг с другом. Люди могут залезать в роботов и управлять ими. Экипаж разделился между двумя враждующими лагерями роботов и теперь вынужден бороться за своё выживание.
Всего было выпущено 15 серий длительностью около 6 минут. В 1987 году все серии мультсериала были скомпилированы в единый мультфильм под названием Robotix: The Movie.

## Список серий
| № | Название                       |
| --- | ------------------------------ |
| 01 | «Battle of the Titans»         |
| Корабль с человеческим экипажом во главе с Экстером Галаксоном был сбит и приземлился на планете Скалорр. Едва выйдя на поверхность, из-под земли появляются гигантские роботы, сражающиеся друг с другом. После боя Аргус — лидер протектонов выходит на контакт с людьми и предлагает помощь в ремонте корабля. Зарру — сын Экстера, случайно проникает в кабину Нарры и обнаруживает, что может управлять ей. |                                |
| 02 | «Paradise Lost»                |
| Протектоны отводят людей в огромный подземный комплекс и рассказывают историю своей планеты. |                                |
| 03 | «Traitor In Our Midst»         |
| Протектоны заканчивают рассказывать свою историю, после чего все возвращаются дальше ремонтировать корабль. Канавк вместе с группой сообщников покидает группу Экстера и уходит к террокорам, считая, что корабль Террастар террокоров — лучший вариант чтобы выбраться с планеты. |                                |
| 04 | «A Spy is Born»                |
| Немезида — лидер террокоров, после некоторых колебаний соглашается с предложением Канавка. Тем временем протектоны собирают нового роботикса — Контора. Однако, позже протектоны отвлекаются на вторжение террокоров, и Немезида захватывает Контора и вселяет в его тело личность террокора Вентурака, которому приказывает оставаться шпионом в рядах протектонов. Космический корабль людей подвергается нападению; были украдены все запасы еды. |                                |
| 05 | «Crash Landing»                |
| Ошеломлённая потерей запасов еды, команда героев начинает ещё стремительнее чинить корабль, чтобы как можно быстрее добраться до планеты, покрытой съедобной растительностью. Починив корабль и устремясь ввысь, они в конечном итоге терпят крушение, так как Канавк украл систему наведения корабля. |                                |
| 06 | «Firestorm at the Oasis»       |
| Команда Экстера выживает, после чего попадает в гущу битвы роботов. После битвы Зарру падает в голодный обморок, после чего Аргус обращается к Компьюкору, который отправляет исследовательские зонды и обнаруживает оазис с фруктами, овощами и чистой водой. Люди с большинством протектонами отправляются в оазис, а Аргус вместе с Контором-шпионом остаются охранять Компьюкора. В оазисе герои собирают еду, но попадают в засаду террокоров. Тем временем Аргуса одолевает Немезида и с помощью Компьюкора стирает его «жизненную энергию». |                                |
| 07 | «Captured»                     |
| Герои выбираются из сожжённого террокорами оазиса. Тем временем Немезида загружает в тело Аргуса личность террокора Террагара, после чего он захватывает Компьюкора и они уходят. Остальные протектоны начинают погоню. |                                |
| 08 | «The Lost Cities»              |
| Победив в схватке, протектоны оплакивают Аргуса. Но у Компьюкора оказывается резервная копия «жизненной энергии» Аргуса, и его получается восстановить. Террокоры отправляются на поиски Террастара, и на месте подумали, что его больше нет. В ярости Тиранникс сбрасывает Немезиду со скалы и объявляет себя лидером. Немезида выживает и придумывает новый план. Протектоны прибывают в город Занадон. Они пытаются подключить питание, но Контор саботирует этот процесс и в итоге город самоуничтожится через меньше чем через минуту. |                                |
| 09 | «Bront Stands Accused»         |
| Компьюкор активирует купол, который не позволит взорваться остальной части города, после чего протектоны убегают из взрывающейся части. В саботаже обвиняют Бронта и запирают его. Протектоны расчищают заросли к следующему секторы и на них нападают террокоры. Поначалу протектоны держат вверх, но затем появляется Немезида и возвращает себе мантию лидерства, после чего инициатива переходит к террокорам. Зарру освбождает Бронта, который меняет инициативу в битве и возвращает к себе доверие. В новом секторе они находят несобранного робота. Зарру и Флексор остаются, в то время как остальные по наводке Кантора отправляются за деталями, что становится ловушкой. |                                |
| 10 | «The Factory of Death»         |
| Протектоны попали в ловушку и пытаются отбиться. Тем временем Копьюкор решает, то для сборки нового робота достаточно затерянных деталей для завершения сборки. Компьюкор даёт ему личность Болтара, в него садится Зарру и отправляется на помощь к остальным протектонам. После боя Болтара принимают в группу и дают под управление Флексору. Зарру возражает, но Экстер не даёт ему управлять из-за его возраста. Жаждущий проявить себя, Зарру улетает на разведывательном судне и находит террокоров. Он отвлекается и в итоге терпит крушение. |                                |
| 11 | «Zarru Takes the Plunge»       |
| Зарру удаётся приземлиться в сугроб. Тем временем все остальные ищут его. Они спрашивают Компьюкора, и он рассказывает, что произошло. Они отправляются за ним, и у протектонов начинает заканчиваться энергия. Аргус указывает на гору Силитон и говорит, что там они смогут пополнить запасы энергии с помощью кристаллов. Тем временем террокоры всё-таки находят Террастар под водой и заново активируют его Протектоны находят Зарру и после отправляются к кристаллам, попадая в засаду террокоров. |                                |
| 12 | «Attack of the Rock Creatures» |
| На Силитоне начали появляться каменные циклообразные существа, которые нападают и захватывают всех роботов и относят в своё логово в вулкане. Люди были помещены в большую яму и стали свидетелями того, как каменные существа поедают энергетические кристаллы, окунают человеческий космический корабль в магму и собираются расплавить Джеррока. |                                |
| 13 | «All For One»                  |
| Гигантские волкоподобные существа нападают на людей. Но в итоге Экстер и Канавк обхитряют и оседлают их, выбираясь с помощью них из ямы и после освобождая остальных. Люди быстро всовывают энергетические кристаллы в роботиксов и наугад садятся в них, по итогу хорошие парни оказываются в террокорах, а плохие в протектонах. Они начинают работать вместе чтобы выбраться, в итоге они освобождают всех роботов. Затем террокоры выбрасывают из себя хороших людей и нападают на протектонов. Тирраникс неудачными выстрелами вызывает извержение вулкана. Аргус и Нара формируют из друг друга мост, по которому протектоны спасаются и успевают сбежать до извержения. Протектоны возвращаются в Занадон и оказывается, что террокоры выжили после чего завязывается перестрелка, в ходе которой террокоры обрушивают лавину на протектонов. |                                |
| 14 | «Battle for Zanadon»           |
| Лавина хоронит протектонов, но и половину Занадона. Пока террокоры спорят, город внезапно взымает ввысь и улетает. Немезида понимает, что протектоны выжили и клянётся уничтожить их. Тем временем каждый протектон по отдельности исследует город, и в итоге подвергается нападению проникших террокоров. Террокоры крадут Компьюкор, после чего отправляются к Террастару, и с его помощью запускают его, летят к Занадону и начинает стрелять в него. |                                |
| 15 | «The Final Attack»             |
| Занадон переворачивается в вертикальное положение и падает. Протектоны карабкаются наверх и прыгают на корпус Террастара. Чтобы избавиться от протектонов, террокоры улетают за пределы атмосферы Скалорра и долетают до пояса астероидов. Джеррок, Бронт и Болтар выбрасываются в открытый космос, Аргус и Нарра же смогли проникнуть внутрь корабля. Завязывается битва, в ходе которой Нарру выкидывают в космос, а управляющий Аргусом Экстер направляет траекторию Террастара прямиком к огромному астероиду. Аргус вместе с Экстером и Компьюкором выпрыгивает из корабля, который вместе с террокорами сталкивается с астероидом и взрывается. Появляются остальные протектоны, слившиеся вместе в корабль, и взял Аргуса отправляются домой. Вернувшись, протектоны празднуют свою победу, а люди собираются остаться и помочь им в восстановлении планеты. Тем временем среди обломков Террастара просыпается Немезида и куда-то отправляется. |                                |